# Kızılay (Ankara)
Koordinaten: 39° 55′ N, 32° 51′ O

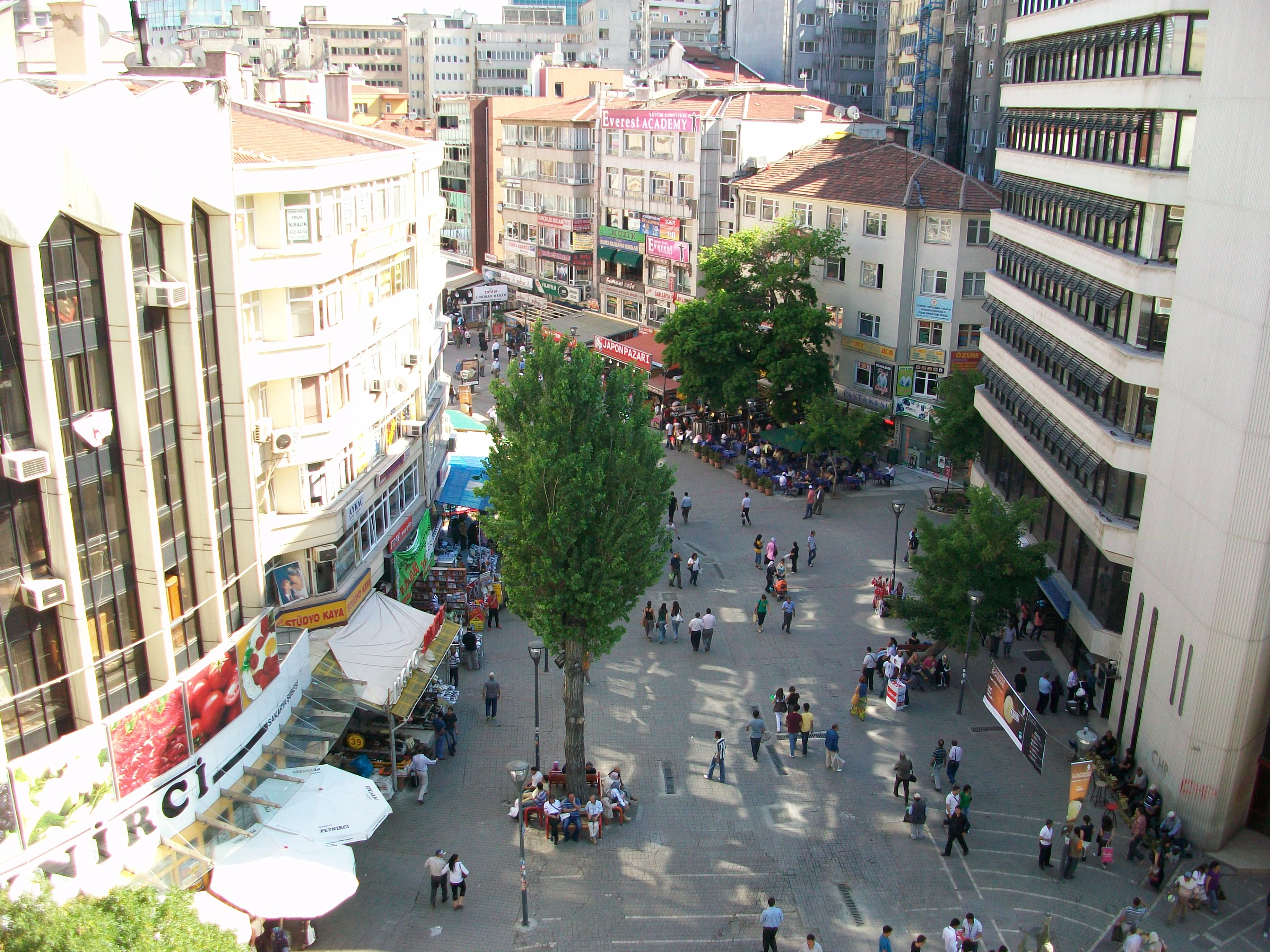
Selânik-Straße in Kızılay

Kızılay ist ein Stadtteil im Zentrum von Ankara, der vor allem für seine Handels- und Einkaufszentren bekannt ist. Er ist nach dem Krankenhaus des Türkischen Roten Halbmonds (Kızılay Derneği) benannt, das sich in diesem Bezirk befindet. Das Zentrum ist der Kızılay Meydanı (Kızılay-Platz).
Es gibt viele Einzelhandels- und Lebensmittelläden an der Hauptstraße, dem Atatürk Bulvarı, sowie Restaurants und Bars mit Freiluft-Sitzflächen, Fischmärkte und einen großen Blumenmarkt.
In Kızılay liegt der Güven-Park mit vielen Bäumen und Bänken, daneben ein Busbahnhof. Während Proteste in der Türkei 2013 war der Kızılay-Platz neben dem Taksim-Platz in Istanbul einer der wichtigsten Versammlungsorte.
Am 13. März 2016 ereignete sich hier ein Anschlag mit mehreren Toten.